# Вулиця Небесної Сотні (Рівне)
Вулиця Небесної Сотні — одна з вулиць міста Рівне, що сполучає залізничний вокзал із центральною вулицею Соборною. Названа на честь Небесної Сотні - учасників Євромайдану, вбитих силовиками.
Вулиця пролягає від вулиці Соборної на північ, вздовж річки Устя. Перетинає вулицю Пересопницьку. В місці перетину із проспектом Миру останній переходить у вулицю Ніла Хасевича. Тут же розташований Привокзальний майдан та залізнична станція Рівне.

## Історія
До 2015 року вулиця називалася вулицею Кіквідзе.